# Zhongfang, Fujian
Zhongfang är en köping i sydöstra Kina. Den ligger i Luoyuan härad i provinshuvudstaden Fuzhou i provinsen Fujian, omkring 60 kilometer norr om centrala Fuzhou.